# Sidogembul
Sidogembul is een bestuurslaag in het regentschap Lamongan van de provincie Oost-Java, Indonesië. Sidogembul telt 2725 inwoners (volkstelling 2010).